# Теодорово (Радзейовський повіт)
Теодорово (пол. Teodorowo) — село в Польщі, у гміні Пйотркув-Куявський Радзейовського повіту Куявсько-Поморського воєводства.
Населення — 73 особи (2011).
У 1975-1998 роках село належало до Влоцлавського воєводства.

## Демографія
Демографічна структура станом на 31 березня 2011 року:
|          | Загалом | Допрацездатний вік | Працездатний вік | Постпрацездатний вік |
| -------- | ------- | ------------------ | ---------------- | -------------------- |
| Чоловіки | 40      | 7                  | 32               | 1                    |
| Жінки    | 33      | 9                  | 20               | 4                    |
| Разом    | 73      | 16                 | 52               | 5                    |